# المركز الوطني للاستخبارات الطبية
يعد المركز الوطني للاستخبارات الطبية ( NCMI ؛ المعروف سابقًا باسم مركز المخابرات الطبية للقوات المسلحة ) أحد مكونات وكالة الاستخبارات الدفاعية (DIA). ويوصف دور المركز في تعليمات يطلق عليها اختصارا DoD 6420.01. يقع مقرالمركز في فورت ديتريك بولاية ماريلاند، تتمثل مهمته في مراقبة وتتبع وتقييم مجموعة كاملة من الأحداث الصحية العالمية التي يمكن أن تؤثر سلبًا على صحة الجيش الأمريكي والمدنيين.

## تاريخه وتأسيسه
يتبع المركز في اصل تأسيسه لتنظيم قسم المخابرات الطبية في مكتب الجراحة العام لجيش الولايات المتحدة خلال الحرب العالمية الثانية. قبل الدخول في الحرب، قام مكتبالجراحة العام بتأسيس استخبارات طبية لدعم التخطيط لإدارة الحكومات العسكرية في الأراضي المحتلة في الجيش الأمريكي من خلال توفير أدلة تفصيلية للصحة العامة المدنية وظروف الصرف الصحي. مع تزايد احتمالية دخول الولايات المتحدة في الحرب، أصبحت الحاجة إلى موظفين بدوام كامل من محللي الاستخبارات الطبية واضحًا. خلال الحرب، كانت منتجات الاستخبارات الطبية جزءًا من التخطيط الرسمي للحرب مع دمج البيانات العملية والصحية في الدراسات الإستراتيجية لإدارة الحرب. تم وصف تاريخ وتنظيم برنامج الذكاء الطبي في عام 1951 بالتفصيل نص خاص، ST 8039-1 ، 1951 ، مستخدم في مدرسة الخدمة الطبية بالجيش.
تم تنظيم وكالة المعلومات والاستخبارات الطبية في الجيش الأمريكي في مركز والتر ريد الطبي التابع للجيش (WRAMC) بموجب أوامر WRAMC العامة رقم 62 ، 24 سبتمبر 1956. تم إنشاؤه عن طريق نقل الأفراد والملفات من شعبة المخابرات الطبية والمكتبة المرجعية لمكتب الجراحة العام لجيش الولايات المتحدة . على الرغم من اختصار كل من MIIA ، لا ينبغي الخلط بين وكالة المعلومات والاستخبارات الطبية هذه، ووكالة الاستخبارات والمعلومات الطبية التي تم تنظيمها اعتبارًا من 1 أبريل 1973. وفقا لملخص تاريخي موجز من مركز المخابرات الطبية للقوات المسلحة ، تم استيعاب وكالة المعلومات والاستخبارات الطبية من قبل وكالة استخبارات الدفاع في عام 1963. خلال حقبة الحرب الباردة في وقت لاحق، خضع قسم الاستخبارات الطبية لعدة تطورات في الحجم والبنية والوظيفة المحددة. في أوائل السبعينيات، أصبح القسم يتعرض للتقليص وبدا كضحية لمبادرات تقليص وزارة الدفاع في فترة ما بعد فيتنام.
إدراكًا لأهميتها، تولى مكتب الجراحة العام للجيش مرة أخرى المسؤولية الوحيدة عن وظيفة الاستخبارات الطبية في شكل وكالة الاستخبارات والمعلومات الطبية United States Army Medical Intelligence and Information Agency (USAMIIA)، والتي تم تنظيمها اعتبارًا من 1 أبريل 1973. نقلت USAMIIA إلى فورت ديتريك في عام 1979 وتمت إعادة تسميتها لتصبح AFMIC في عام 1982 عندما أصبحت منظمة ثلاثية الخدمات. كلف الكونغرس للقيام بالنقل الدائم لـ AFMIC إلى DIA في عام 1992 بموجب قانون تفويض وزارة الدفاع DoD Authorization Act. اعتبارًا من يناير 1992، ومنذ ذلك الوقت أصبح AFMIC نشاط إنتاج ميداني لـ DIA. في 2 يوليو 2008، تم إعادة تسمية AFMIC رسميًا باسم NCMI. في عام 2010، حصل المركز على توسعة منشأة أضافت مساحات عمل وقاعات مؤتمرات وتدريب ومواقف إضافية.

## المنظمة
يتم توظيف المركز ليكون عمله في مجالات محددة منها علم الأوبئة والصحة البيئية و القدرات الطبية. يتكون كل قسم جوهري من فريقين، تشمل مهامهما:
الصحة البيئية
- تحديد وتقييم المخاطر البيئية التي يمكن أن تؤدي إلى تدهور صحة القوة أو فعاليتها بما في ذلك التلوث الكيميائي والميكروبي للبيئة، والحوادث الصناعية والكيميائية والإشعاعية السامة، والإرهاب / الحرب البيئية.
- تقييم تأثير قضايا واتجاهات الصحة البيئية الخارجية على الأمن البيئي والسياسة الوطنية.

علم الأوبئة
- تحديد وتقييم والإبلاغ عن مخاطر الأمراض المعدية التي يمكن أن تقلل من فعالية مهمة القوات المنتشرة و / أو تسبب آثارا صحية طويلة الأجل.
- تنبيه العملاء التشغيليين والسياسيين إلى تفشي الأمراض الخارجية التي لها آثار على الأمن القومي وصياغة السياسات، بما في ذلك الدفاع عن الوطن وإدراجه عمدا مقابل تفشي الأمراض التي تحدث بشكل طبيعي.

علوم الحياة والتكنولوجيا الحيوية
- تقييم التطورات الأجنبية الأساسية والتطبيقية الطبية الحيوية والتكنولوجيا الحيوية ذات الأهمية الطبية العسكرية.
- تقييم قدرات الصناعة الصيدلانية المدنية والعسكرية الأجنبية.
- تقييم التقدم الطبي العلمي والتكنولوجي الخارجي للدفاع ضد الحرب النووية والبيولوجية والكيميائية.
- منع المفاجأة التكنولوجية.
- منع انتشار المعدات والمعرفة ذات الاستخدام المزدوج.

القدرات الطبية
- تقييم القدرات الطبية العسكرية والمدنية الخارجية، بما في ذلك مرافق العلاج والأفراد الطبيين والاستجابة في حالات الطوارئ والكوارث والخدمات اللوجستية والصناعات الطبية والصيدلانية.
- الحفاظ على وتحديث قاعدة بيانات متكاملة عن جميع مرافق العلاج والتدريب والأدوية والبحث والإنتاج الطبي.

## المهمة
لقد أصبحت مهمة المركز، وهي مهمة دائمًا لحماية صحة القوات المنتشرة، أكثر أهمية مؤخرًا بدعم عمليات الحرية الدائمة والحرية العراقية والحرب العالمية على الإرهاب. وفي الوقت نفسه، يعمل المركز على زيادة استخدامه للتكنولوجيا الجديدة لتحويل تقديمه لذكاء طبي في الوقت المناسب، يميل إلى الأمام، يركز على العملاء.
كجزء من DIA، تنتج هذه المنظمة ثلاثية الخدمات تقييمات استخبارات طبية وتنبؤات وقواعد بيانات كاملة لجميع مصادر واتجاهات الرعاية الصحية العسكرية والمدنية الأجنبية، ومخاطر الأمراض المعدية في جميع أنحاء العالم، ومخاطر الصحة البيئية العالمية، وعلوم الحياة ذات الأهمية العسكرية القضايا، لتشمل التكنولوجيا الحيوية والتطورات الدفاعية النووية والبيولوجية والكيميائية.
والمركز هو المنظمة الوحيدة في العالم التي لديها مهمة الاستخبارات الطبية الشاملة هذه. على هذا النحو، ولديها قاعدة عملاء متنوعة، من القادة العملياتيين والتكتيكيين، وأفراد الطب الوقائي، والمخططين والباحثين الطبيين إلى صانعي السياسات في وزارة الدفاع ، وموظفي البيت الأبيض والوكالات الفيدرالية الأخرى.

## جائحة كوفيد19 عام 2020
في أبريل 2020، أفادت شبكة ABC News أنه تم تحذير البيت الأبيض من جائحة Covid-19 الوشيك الذي بدأ نهايوة عام 2019 في مدينة ووهان في الصين، من خلال تقرير المركز الوطني للاستخبارات الطبية. في تصريح علني نادر لـ ABC News ، نفى المركز ذلك عب رالاعلان: 
 «من الناحية العملية، لا يعلق المركز الوطني للاستخبارات الطبية علنا على مسائل استخبارية محددة. ومع ذلك، من أجل الشفافية خلال أزمة الصحة العامة الحالية، يمكننا أن نؤكد أن تقارير وسائل الإعلام حول وجو / إطلاق منت تقييم متعلق بالمركز الوطني ل ستخبارات االطبة ي للمنتج / التقييم المتعلق بالفيروس التاجي في نوفمبر من عام 2019 غير صحيح. لا يوجد منتج NCMI موجود.»  
 وكان يعتقد أن للمركز الوطني للاستخبارات الطبية جزء من الإحاطات الوبائية اليومية للبيت الأبيض:

## الروابط الخارجية
- الصفحة الرسمية - المركز الوطني للاستخبارات الطبية